# James C. Nicola

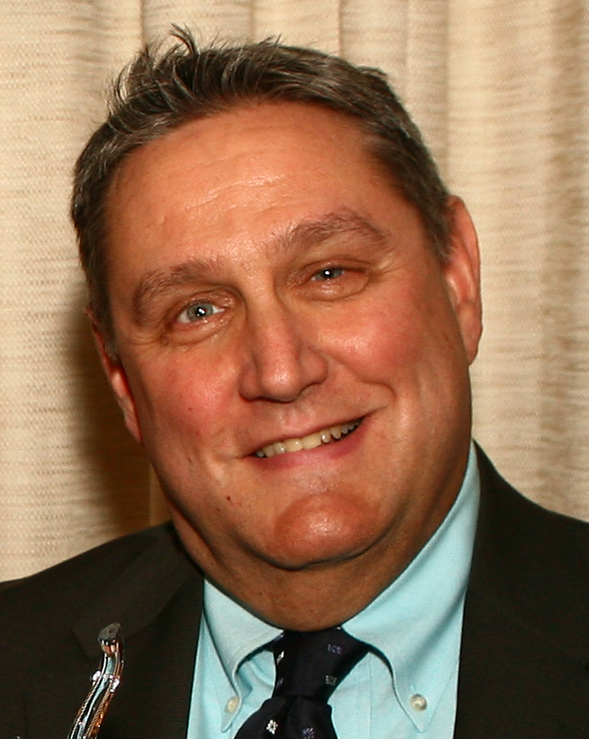
James C. Nicola

James C. Nicola (* 1950) ist ein amerikanischer Theaterregisseur und war langjähriger Leiter des New York Theatre Workshop.

## Leben
Während seiner Kindheit, außerhalb von Hartford, Connecticut, träumte er davon, Methodistenprediger zu werden. Eine seiner ersten Erfahrungen als Darsteller machte er am Little Theater in Manchester, Connecticut. Er machte seinen Abschluss an der Tufts University. In den frühen 1970er Jahren war er Regieassistent am Young Vic / National Theatre of Great Britain und stellvertretender Inspizient am Londoner Royal Court Theatre. Ab 1975 war Nicola als Casting-Koordinator für das New York Shakespeare Festival tätig.
Nicola war von 1988 bis 2022 der künstlerische Leiter des New York Theatre Workshop. Vorher arbeitete er sieben Jahre bei Arena Stage in Washington, D.C.
Zu den Stücken, bei denen er Regie führte, gehörten Marsha Normans Night Mother, Christopher Durangs The Marriage of Bette and Boo und Emily Manns Still Life. Er hat auch Musicals (Gilbert und Sullivan) und Opern (von Leonard Bernstein) inszeniert.

## Wichtige Beiträge zum amerikanischen Theater
Zu den Höhepunkten der 1990er Jahre in Nicolas Karriere gehörte Jonathan Larsons Rent, das 1995–1996 am New York Theater Workshop gegeben und 12 Jahre lang am Broadway gespielt wurde. Als er sich für einen Tony Award bedankte, hob Nicola die religiösen Aspekte der Theaterarbeit hervor: Theatermacher hätten eine gewisse „Göttlichkeit“ inne und „eine heilige Verpflichtung, [...] uns zu führen und zu inspirieren.“
Nicola sticht unter den amerikanischen Theatermachern durch sein Engagement für Regisseure hervor. Er ist bekannt für seine Überzeugung, dass Regisseure und Bühnenautoren gleichberechtigte Partner sind; amerikanische Theater haben die Tradition, letztere höher einzustufen. Zu den Regisseuren, die Nicola gefördert hat, gehören Rachel Chavkin (Regisseurin von Three Pianos) und Sam Gold (Regisseur von Shamiehs The Black Eyed). Zu seinen Lieblingsautoren gehört Caryl Churchill.